# Gods
Gods (англ. gods — «боги») — видеоигра в жанре платформера от программистов Bitmap Brothers. Впервые выпущена для компьютеров Amiga и Atari ST, затем портирована на различные платформы. Как и другие игры этого разработчика, высоко оценена игроками благодаря качественной графике и музыке.

## Геймплей
Игрок передвигается по уровням, уничтожает врагов, открывает двери с помощью ключей и рычагов, подбирает различное оружие. В некоторые комнаты можно попасть только при помощи телепортации, для чего нужно найти вращающийся кристалл. Телепортация часто работает лишь в одну сторону и повторить её невозможно. В некоторых местах кристалл появляется для спасения игрока: при атаке множества монстров, при невозможности обойти опасный участок.
Хотя на первый взгляд игра может показаться обычным платформером, вскоре становится очевидно, что для успешного прохождения от игрока требуется тщательно продумывать свои действия, а не бежать сломя голову. Есть некоторые головоломки (с рычагами и другими объектами), которые требуют от игрока возвращаться назад. Часто игра выводит текстовые сообщения, помогая игроку.

### Оружие
Игрок подбирает различное оружие по ходу игры, его также можно купить у торговца. Всё оружие делится на несколько типов: действующее только на врагов и действующее, помимо врагов, на специальные стены. Возможность пробивать такие стены требуется на некоторых уровнях либо для дальнейшего прохождения, либо для доступа в секретные комнаты (такие стены сделаны из потрескавшегося кирпича).
Всё оружие имеет разную мощность, например кинжал (первое оружие игрока) имеет мощность в 1 единицу, а топор-секира уже 12 единиц. Некоторое оружие опасно и для самого игрока — например бомбы замедленного действия, которые взрываются через некоторое время после броска.
Кроме того, можно изменять уровень наведения оружия, которого существует три вида:
1. Прямая стрельба — все выстрелы фокусируются в горизонтальной плоскости;
2. Стрельба под небольшим углом — среднее рассеивание, имеется у игрока по умолчанию;
3. Стрельба под большим углом — сильно рассеивается вверх и вниз. Понадобится для уничтожения разрушаемых стен, потолков и монстров, находящихся выше игрока.

### Магазин
В магазине торговца игрок может поправить здоровье, купить новое оружие и увеличить мощность имеющегося. Есть разные комбинации оружия, которое может одновременно иметь игрок. Можно приобрести магические артефакты, например:
- Ёмкость с жидкостью — увеличение мощности имеющегося оружия;
- Волшебное перо — заставляет всех врагов замереть на время;
- Череп — звёздочки, убивающие всех врагов в пределах досягаемости;
- Кружок с красным крестом — бессмертие на некоторое время;
- Сердце — энергия.

### Предметы
Любые предметы, которые игроку нужно поднять (в основном это различные ключи) можно взять нажав огонь + вниз и снова огонь, для прокрутки инвентаря (чтобы предмет не остался снова на земле). В 4-х ячейках инвентаря можно носить с собой до 3 предметов одновременно. Артефакты автоматически используются, когда игрок наступает на них. Если игрок купил артефакт у торговца, то для использования нужно сначала положить артефакт на землю и наступить на него.
Ключи бывают большие для открывания дверей и маленькие для ящиков с бонусами.

### Враги и препятствия
Враги представлены в виде монстров, людей, животных, насекомых, птиц. После себя оставляют бонусы, ключи, артефакты. Враги не умеют подниматься по лестницам, однако некоторые неплохо прыгают (например один из видов обезьян) и могут подниматься/спускаться к игроку.
Существуют монстры-«воры». Страдает клептоманией, поэтому хватает понравившиеся предметы и бродит с ними взад-вперед. Есть места в игре где этот вор может помочь игроку: сначала надо чтобы он схватил нужный игроку предмет (который игрок достать не может), потом нужно привлечь его внимание каким-либо другим новым предметом (положить на землю кристалл или другой ключ). Вор спустится вниз и бросит нужный предмет, взяв новую приманку. Игроку остается убить его, взять оставленный вором предмет и продолжить игру.
Основным опасным препятствием для игрока являются шипы, периодически двигающиеся вверх/вниз. Одного касания достаточно, чтобы потерять жизнь. Могут изначально присутствовать на уровне, либо появиться в результате манипуляций с рычагами. Иногда могут быть уничтожены также с помощью рычагов. При использовании артефакта «временное бессмертие» не опасны.

### Монстры-боссы
В игре четыре уровня, в конце каждого из которых игрок встретит монстра-босса. Самым первым игроку повстречается гигантский рыцарь. Артефакты на боссов не действуют.

### Рычаги
Рычаги открывают двери, поднимают/опускают проемы в стенах. Всевозможные комбинации часто приводят к разному результату, могут вызвать появление монстров.

### Бонусы
Обычные бонусы — в виде кристаллов, бриллиантов, мешков, монет и т. д. потребуются в магазине у торговца.
Ящик — содержит бонусы. Чтобы его открыть требуется маленький ключ, который часто лежит рядом с ящиком.
Бутылочка — позволяет совершать более высокие прыжки. Пригодится для мест, куда нельзя допрыгнуть обычным прыжком.
При наборе 50 000 очков игрок получает дополнительную жизнь.
Игра построена по принципу скриптов, иногда помогая игроку, например когда у героя мало энергии появляется сердце — дополнительная жизнь. Для получения бонуса может потребоваться комбинация каких-либо предметов.

### Фактор времени
Хотя игра не содержит видимого игроку счётчика времени, внутри программы ведется своеобразный отсчёт, например, на одном из уровней игроку предлагается в течение пяти секунд покинуть комнату, по истечении которых появляется улей с пчелами. Также игра награждает игрока бонусами за «скоростное прохождение» определённых участков.

### Секреты
Игра содержит множество секретных комнат, бонусов и альтернативных, более легких путей для прохождения каких-либо мест. Доступ зачастую открывается определённой комбинацией рычагов. Часто встречаются скрытые камни на стенах, они чуть крупнее обычных, для их активации требуется повернуться к нужному камню лицом и нажать «огонь». Часто встречается строгая последовательность — не получив определённый бонус, нельзя взять следующий. Например чтобы получить все бонусы и попасть в секретную комнату на самом первом уровне нужно:
Самый первый рычаг опустить и снова поднять, сделать это нужно сразу.
Второй встретившийся рычаг поднять и опустить. Камень отъедет в сторону, можно спуститься, убив монстра собрать бонусы и телепортироваться вперед, обойдя участок с шипами. Однако возможно пройти этот участок и с помощью нужной комбинации рычагов.
Чтобы убрать шипы — левый рычаг поднят, средний опущен, правый поднят.
Чтобы получить ящик с бонусами — левый поднят, средний опущен, правый опущен.
Дополнительный бонус — левый опущен, средний поднят, правый поднят.
В самом конце уровня можно заметить скрытый камень на стене, но добраться к нему нельзя. Нужно открыть дверь которая ведет к выходу из уровня, войти в неё (но не выходить полностью) и вернуться обратно — под камнем появится площадка. Теперь можно прыгнуть на неё с лестницы и, нажав на камень, получить бонус.

## Звуковое оформление
Версия для PC содержит фоновую музыку на протяжении всей игры только в случае использования звуковой платы Roland LAPC-I, в случае использования других плат (AdLib, Sound Blaster, PC-Speaker и др.) музыка звучит только в меню. Консольные порты имеют иную музыкальную тему, в отличие от PC-версии игры.

## Различие версий для разных платформ
Графически все версии выглядят практически одинаково, в ПК-версии отсутствует так называемая бэкграунд-графика на открытых пространствах. В версии для SNES игрок может цепляться за лестницы при падении с высоты и управлять направлением своего падения/прыжка, в версиях для ПК и SEGA Mega Drive такая возможность отсутствует. Некоторые порты (особенно порт SEGA Mega Drive / Genesis, SNES) работают на более высокой скорости, что значительно повышает уровень сложности для игрока.

## Оценки
Игра отмечена следующими журналами:
- Datormagazin Smash Hit (97 %) в Swedish Datormagazin[2]
- CU Super Star (93 %) в CU Amiga[англ.] magazine[3]
- CVG Hit (93 %) в Computer and Video Games magazine[4]
- Zero Hero (90 %) в Zero[англ.][5]
- 90 % в Amiga Computing[англ.][6]
- Amiga Format Gold (90 %) в Amiga Format[7]
- The One (93 %) в The One[англ.][8]

Обзор игры напечатан в 1993 в журнале Dragon #189 за авторством Hartley, Patricia, and Kirk Lesser в колонке «The Role of Computers». Игра оценена 4 из 5 звёзд.